# لانتسینگ
لانتسینگ (به آلمانی: Lenzing) یک منطقهٔ مسکونی در اتریش است که در ناحیه وکلابروک واقع شده‌است. لانتسینگ ۸٫۸۹ کیلومتر مربع مساحت دارد ۴۸۵ متر بالاتر از سطح دریا واقع شده‌است.

## خواهرخوانده
شهر Bisingen خواهرخواندهٔ لانتسینگ هست.